# Symphytognatha imbulunga
Espèce
Symphytognatha imbulunga est une espèce d'araignées aranéomorphes de la famille des Symphytognathidae.

## Distribution
Cette espèce est endémique du KwaZulu-Natal en Afrique du Sud,. Elle se rencontre dans la forêt de Ngotshe.

## Publication originale
- Griswold, 1987 : The spider genus Symphytognatha Hickman (Araneae: Symphytognathidae) newly described from Africa. Annals of the Natal Museum, vol. 28, p. 133-136.